# Johann Berenberg (Kaufmann)

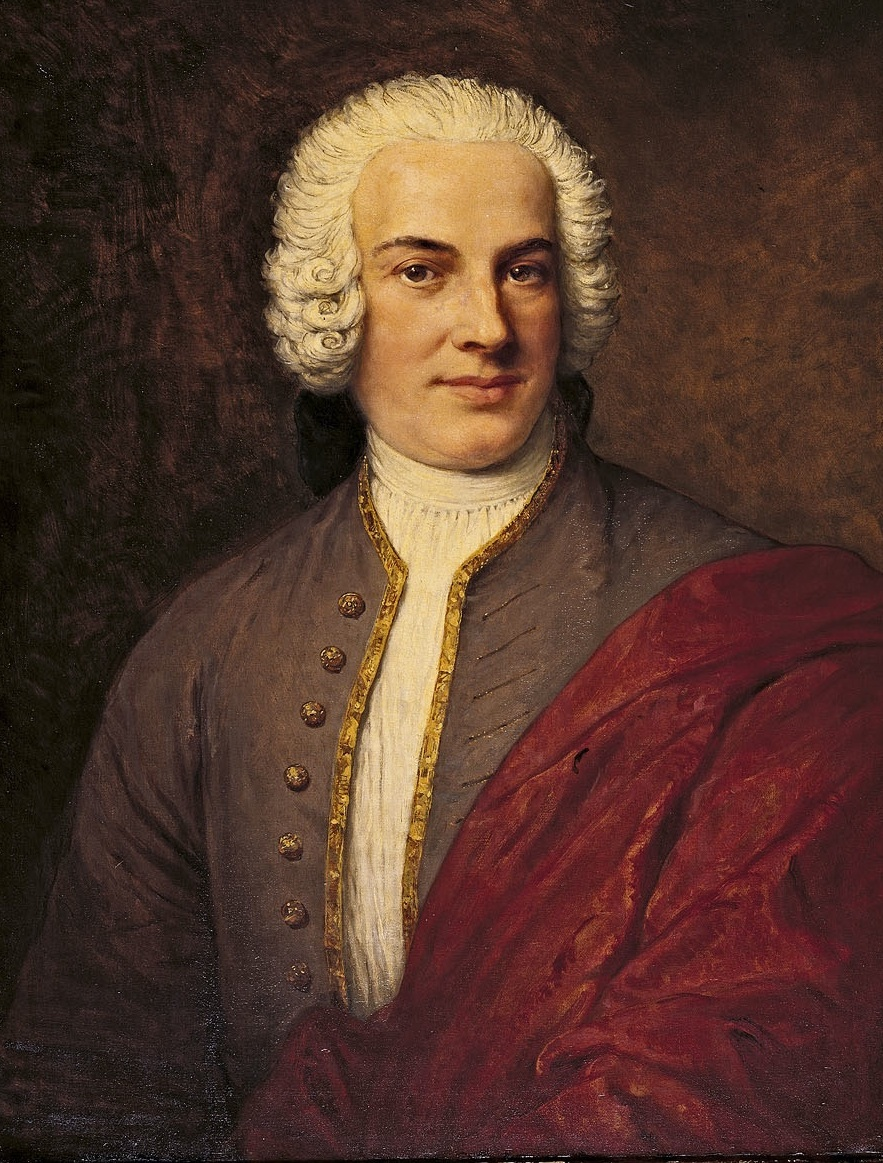
Johann Berenberg. Gemälde in der Berenberg Bank in Hamburg.

Johann Berenberg (* 12. März 1718 in Hamburg; † 2. März 1772 in Hamburg) war ein Hamburger Kaufmann, Bankier, Kunstsammler, Mäzen und Mitinhaber bzw. Hauptinhaber der Berenberg Bank. Die Bank (offiziell Joh. Berenberg, Gossler & Co.) ist heute noch nach ihm benannt.

## Leben
Johann Berenberg gehörte der hanseatischen Bankiersfamilie Berenberg an. Er war Sohn des Hamburger Senators Rudolf Berenberg (1680–1746) und dessen Ehefrau Anna Elisabeth Amsinck (1690–1748), Enkel des Kaufmanns zu Hamburg und Lissabon Paul Amsinck sowie Nachkomme der Familie Welser.
Zwischen 1735 und 1741 absolvierte er eine kaufmännische Lehre in Venedig. Im Jahre 1748 wurde er Mitinhaber der Berenberg Bank, zusammen mit seinem Bruder Paul Berenberg, der Hamburger Senator wurde.
Johann Berenberg wickelte Handelsgeschäfte mit Italien, Griechenland, der Türkei und Russland ab. Er war mit Anna Maria Lastrop (1723–1761) verheiratet und hatte einen Sohn und eine Tochter. Sein Sohn Rudolf starb 1768 mit 20 Jahren in Surinam, nachdem seine Familie ihn dorthin „abgeschoben“ hatte. Im selben Jahr starb Paul Berenberg kinderlos. Es blieb als einzige Erbin der Familie Johann Berenbergs Tochter, Elisabeth Berenberg. Im Dezember 1768 wurde sie mit Johann Hinrich Gossler, einem Angestellten des Vaters, verheiratet, und im folgenden Jahr nahm Berenberg seinen Schwiegersohn als neuen Partner auf. Johann Berenberg war Urgroßvater des Hamburger Ersten Bürgermeisters Hermann Gossler.